# Identyfikacja ciała
Identyfikacja ciała – poddział kryminalistyki, zajmujący się identyfikacją zwłok człowieka lub ich szczątków.
Każda identyfikacja nieznanych zwłok powinna być poprzedzona oględzinami miejsca ich znalezienia. Następnie należy sporządzić szczegółowy opis odzieży oraz przedmiotów znalezionych przy zwłokach. Zdarza się, że rozpoznanie ciała następuje po identyfikacji elementów garderoby, biżuterii itp. Odzież zdjęta ze zwłok powinna być wysuszona, odpowiednio oznakowana i przekazana do dalszych badań. 
W przypadku, kiedy ciało (szczególnie twarz) ofiary wykazuje znaczne objawy rozkładu lub uszkodzenia, identyfikacji dokonują 1 lub 2 osoby (najczęściej z bliskiej rodziny), które w takich warunkach mogą potwierdzić lub wykluczyć tożsamość denata, opierając się na istotnych, drobnych szczegółach wyglądu zewnętrznego lub po przejrzeniu rzeczy osobistych. 
Każde postępowania identyfikacyjne powinno zostać formalnie sprawdzone poprzez dodatkowe techniki kryminalistyczne i dowody naukowe, w celu potwierdzenia tożsamości ofiary. Prawidłowa identyfikacja staje się coraz trudniejsza w miarę upływu czasu.

## Metody identyfikacji zwłok
Podczas V Konferencji Komisji Interpolu ds. Identyfikacji Ofiar Katastrof Masowych i Klęsk Żywiołowych, która odbyła się w Lyonie w 1993 roku, ustalono kolejność metod identyfikacji zwłok. Poniżej przedstawione metody zostały uszeregowane od metod najbardziej wiarygodnych do metod tylko sugerujących tożsamość:
- porównanie profilu genetycznego DNA
- porównanie odcisków palców
- badanie uzębienia i innych danych odontologicznych
- badania radiologiczne
- porównanie danych medycznych (przebyte zabiegi lecznicze i chirurgiczne)
- porównanie znaków szczególnych (blizny, tatuaże)
- porównanie danych rysopisowych
- identyfikacja rzeczy osobistych
- identyfikacja na podstawie dokumentów ujawnionych przy zwłokach lub szczątkach
- rozpoznanie przez świadków, członków rodziny lub znajomych.